# Shokoku Annai Tabi Suzume
Shokoku Annai Tabi Suzume 諸国案内旅雀 (Guía del Gorrión Viajero a las Provincias) es una guía japonesa de viajes, turismo, lugares de interés y carreteras que fue publicada por primera vez, dividida en siete fascículos, en 1687.

## La guía
Estaba compuesta por un grupo de itinerarios diferentes que ya estuvieron publicados de forma individual años atrás.  Se trataba de una metáfora en la que un gorrión nos lleva por las principales carreteras del país, podemos saber el estado y condiciones de estas, el tiempo de viaje, las distancias de un lugar a otro, los diferentes itinerarios originales y alternativos a ellos, las carreteras secundarias, desvíos y caminos hacia destinos más visitados por los turistas.
Los itinerarios, que están realizados individual y recientemente serían las dos rutas más importantes y principales de Kioto a Edo, pero también la ruta desde Kioto hasta el Monte Koya. centro más importante del budismo shingon en Japón. En esta guía también pueden encontrarse datos interesantes como el coste y precio por el cual podemos conseguir alquilar caballos de carga para transportar paquetes y los honorarios de los porteadores, estaciones de correos y sus distancias, las aguas termales como las de Arima y Yoshino, lugares históricos y legendarios, lugares de interés para visitar o lugares oficiales de hospedaje para acomodarse y descansar. Por otra parte, el Gorrión Viajero, además de ir por tierra también se desplaza por el mar, y nos muestra las rutas marítimas de la región, por ejemplo, la que va hacia la Bahía de Edo. 

## Manifiesto

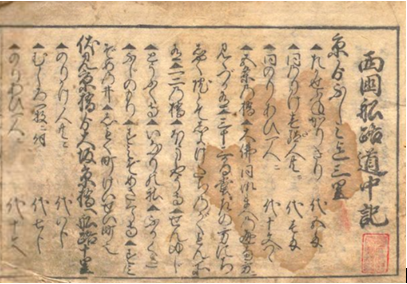
Imagen de una de las páginas del Shokoku Annai Tabi Suzume (Guía del gorrión viajero a las provincias)

El país de las llanuras de caña [i.e.Japón] se originó hace mucho tiempo en el momento en que la tierra fue creada desde arriba y surgió del caos. Después de que las gotas de la lanza celestial formaran la isla de Aiwaji, llegó el momento de que los hombres habitaran en el archipiélago. Desde que el remoto emperador Yomei estableció las cinco provincias y las siete carreteras y el emperador Monmu dividió el país en sesenta y seis provincias. En la época de los sabios, cuando la tierra es tan estable ya no se mueve. Viajé a través de las varias provincias, del este y del oeste, del norte y del sur, en tierra y mar, dispuestos a buscar en todos los distritos las reglas de la carretera y los recuerdos antiguos de lugares famosos. Arrojé mi caja de tinta, tiré de las cuerdas mis polainas y sandalias, y tomé el camino. Muchas décadas después recogí los viajes. Miré estos expedientes y calculé que permitir que esos papeles se amontonen en las cajas de cuero de mis tesoros de la familia sería estrecho-importado. Copié los pasajes más importantes para que puedan ser llevados a lo largo de los viajes y ahora quiero divulgarlos al mundo. Para dar orientación a los viajeros neófitos, pensé que iba a chirrido el Menqiu, por lo que he titulado este trabajo "El gorrión viajero".